# Beneath
A Beneath a finn Amoral zenekar ötödik albuma. Az együttes 2011. január 30-án kezdte el a lemez stúdiómunkálatait Janne Saksa producer segítségével. Az album Japánban október 19-én a Marquee Avalon-on, Európában október 26-án az Imperial Cassette-n keresztül látott napvilágot. A Same Difference c. single május 17-én jelent meg. Szeptember 19-én az album előzeteseként az iTunes-on elérhetővé vált a második kislemez, a Silhouette, melyhez videóklip is készült. A Beneath Észak-Amerikában 2012. február 14-én került a boltok polcaira a The End Records gondozásában.

## Dalok
1. Beneath – 8:46
2. Wrapped In Barbwire – 2:59
3. Silhouette – 3:56
4. Things Left Unsaid – 4:58
5. (Won't Go) Home – 4:19
6. Closure – 5:37
7. Same Difference – 4:39
8. Hours of Simplicity – 3:46
9. Wastelands – 3:39
10. This Ever Ending Game – 3:55
11. No Future – 3:56
12. Of Silent Stares and Fire Lost – 7:02

- A japán kiadáson a Closure című dal helyére a Staying Human került.
- Az amerikai kiadás bónuszdala a Sleeping With Strangers.

## Közreműködők
- Ben Varon – gitár
- Masi Hukari –  gitár
- Ari Koivunen – ének
- Pekka Johansson - basszusgitár
- Juhana Karlsson – dob

## További közreműködők
- Janne Saksa – háttérvokál, programozás
- Mikko P. Mustonen –  programozás